# Sielsowiet Ośnieżyce
Sielsowiet Ośnieżyce (biał. Аснежыцкі сельсавет; ros. Оснежицкий сельсовет) – sielsowiet na Białorusi, w obwodzie brzeskim, w rejonie pińskim, z siedzibą w Ośnieżycach. Od południa graniczy z Pińskiem.
Według spisu z 2009 sielsowiet Ośnieżyce zamieszkiwało 5963 osób, w tym 5344 Białorusinów (89,62%), 164 Rosjan (2,75%), 156 Ukraińców (2,62%), 25 Polaków (0,42%), 19 osób innych narodowości i 255 osób, które nie podały żadnej narodowości.

## Miejscowości
- agromiasteczko:
  - Ośnieżyce
- wsie:
  - Bojary
  - Dobra Wola
  - Halewo
  - Lubel
  - Lubelpol
  - Posienicze
  - Zapole